# キニャーメウ
キニャーメウ (Quinhámel) はギニアビサウ中部の町。ビオンボ州キニャーメウ区に位置し、ビオンボ州の州都、キニャメウ区の首府である。